# Asesinato de Selena
El asesinato de Selena fue un crimen cometido el viernes 31 de marzo de 1995 en Corpus Christi, Texas, Estados Unidos. La víctima fue la cantante Selena Quintanilla Pérez, quien murió asesinada a los 23 años de edad, por la presidente de su club de fans Yolanda Saldivar. 
Selena había logrado fama internacional y por su subsecuente carrera en solitario tanto en español como en inglés. Su padre y mánager, Abraham Quintanilla Jr., nombró a Saldívar presidente del club de fans de Selena en 1991 después de que Yolanda hubiese solicitado en repetidas ocasiones permiso para la fundación de uno. En enero de 1994, Saldívar fue ascendida a mánager de las boutiques Selena Etc.; al poco tiempo los empleados de su boutique, su diseñador y su prima comenzarían a quejarse de la conducta de Yolanda en el negocio, pero Selena no les creía, ya que Yolanda manipulaba a Selena actuando como buena persona con el personal de las boutiques mientras ella estaba presente. En enero de 1995, Quintanilla Jr. comenzó a recibir llamadas telefónicas y cartas de fans disgustados; estos habían enviado pagos en concepto de membresía y a cambio no habían obtenido ningún tipo de beneficio como miembros del club de fans de Selena; tras investigar profundamente las quejas, descubrió que Saldívar había malversado $60,000.00 del club de fans y de las boutiques mediante el uso de cheques falsificados. El 9 de marzo de 1995, Quintanilla Jr. citó a Yolanda a una reunión con los Quintanilla, en la que Selena descubre lo que esta había hecho, y posteriormente, la despide. Dos semanas después de esto, Yolanda cita a Selena en el motel Days Inn, en Corpus Christi, Texas. Ya estando en el motel, Yolanda hiere mortalmente a Selena de un disparo con un revólver 38 Special la mañana del 31 de marzo de 1995. Pese a los intentos de los servicios de emergencia por revivirla, la cantante fue declarada muerta. 
La comunidad hispana se sintió profundamente conmocionada por la noticia del asesinato de Selena; algunas personas recorrieron miles de kilómetros para visitar su casa, las boutiques y la escena del crimen, mientras que varias iglesias con grandes congregaciones de latinos rezaron oraciones en su nombre. Todas las cadenas importantes del país interrumpieron su programación habitual para informar del asesinato. La reacción pública a los hechos fue comparada con las mostradas tras las muertes de John Lennon, Kurt Cobain y John F. Kennedy. Algunas personas que no conocían a la cantante ni eran conscientes de su popularidad criticaron la amplia cobertura mediática del crimen así como la atención mostrada por la comunidad latina; Howard Stern llegó al extremo de burlarse del asesinato, del funeral, de los dolientes e incluso de la música de Selena, retransmitiendo sus canciones con el sonido de disparos de fondo, hecho que provocó gran escándalo e indignación entre la población latina. Dos semanas después del crimen, el 12 de abril, el entonces gobernador de Texas George W. Bush declaró el cumpleaños de Quintanilla como El Día de Selena en el estado, provocando la ofensa de algunos estadounidenses debido a que dicho día coincidía con Pascua.
Al momento de su muerte, la música tejana era uno de los subgéneros de la música latina más exitosos del país. Selena era conocida como «la reina del tex-mex» y se convirtió en la primera latina con un álbum mayormente en español (Dreaming of You) en debutar y alcanzar el número en el Billboard 200 (tras su asesinato la popularidad de la música tejana disminuyó). Durante el juicio de Saldívar, denominado el «juicio del siglo» y el juicio más importante para la población latina, Yolanda declaró haber disparado accidentalmente a Selena durante un intento de suicidio. Saldívar fue hallada culpable de asesinato y condenada a cadena perpetua. Poco después del crimen Jennifer López, entonces poco conocida, fue elegida para interpretar a Selena en la película homónima de 1997, logrando obtener gran fama además de convertirse en la primera actriz latina en ganar un millón de dólares por película en Hollywood.

## Contexto

### Selena
Selena nació el 16 de abril de 1971 en Freeport, Texas, hija del exmúsico Abraham Quintanilla Jr. y de Marcella Ofelia Quintanilla (de nacimiento Samora). Fue introducida en la industria musical por su padre, quien había descubierto un «camino de vuelta al negocio de la música» después de comprobar la «perfecta sincronización y tono» de Selena. Rápidamente formó con sus hijos la banda Selena y los Dinos, la cual incluía a A.B. Quintanilla en el bajo, a Suzette en la batería, y a Selena como vocalista principal. El grupo se convirtió en la fuente de ingresos más importante de la familia después del desahucio sufrido en 1982 durante la crisis del petróleo, (se declararon en bancarrota como consecuencia de las pérdidas económicas del restaurante mexicano que regentaban). La familia se trasladó a Corpus Christi y la banda empezó a grabar sus canciones a nivel profesional. En 1984 el grupo publicó su primer LP, Selena y los Dinos, con una discográfica pequeña e independiente. Quintanilla Jr. quería que sus hijos grabasen música tejana, un género entonces dominado por hombres y popularizado a nivel nacional por mexicano-estadounidenses, si bien Selena deseaba en principio cantar música pop. La popularidad de la joven como cantante aumentó tras ganar el Tejano Music Award como vocalista femenina del año en 1987, consiguiendo su primer contrato discográfico importante con Capitol EMI Latin en 1989.

### Yolanda Saldívar
Yolanda Saldívar se convirtió en fan de la música tejana a mediados de la década de 1980. Inicialmente no le gustaba Selena debido a que la intérprete había ganado varios premios para los que los músicos preferidos de Saldívar estaban nominados (una de sus cantantes favoritas era Shelly Lares). Hacia el verano de 1991 Yolanda asistió con su sobrina a un concierto de Selena en San Antonio, a raíz de lo cual se volvió una ferviente fan de la cantante; disfrutaba en particular de su presencia en el escenario y,  sobre todo, de la canción «Baila esta cumbia». Un día después del concierto, Saldívar buscó sin éxito noticias del evento en varios quioscos para tener un recuerdo; entonces surgió en Yolanda la idea de crear un club de fanes en el área de San Antonio con el fin de promover a la cantante. De acuerdo con Quintanilla Jr., Saldívar intentó ponerse en contacto con él y le dejó un total de quince mensajes (Yolanda declaró haber dejado solo tres). El padre de Selena habló finalmente con Saldívar para discutir la idea de fundar un club de fanes; tras reunirse con ella, se mostró de acuerdo y le dio permiso para crear uno.
Saldívar se convirtió en fundadora y presidenta del club de fanes de Selena en San Antonio en junio de 1991; como tal, era responsable de los beneficios de los miembros (recaudar 22 dólares a cambio de productos que promocionaban a la intérprete); de las camisetas con el nombre de Selena; entrevistas exclusivas con la banda; la hoja informativa sobre Selena y los Dinos; y las notificaciones sobre futuros conciertos (todos los beneficios procedentes del club eran donados a obras de caridad). Suzette era el enlace entre Saldívar y la familia Quintanilla. Yolanda no conoció a Selena en persona hasta diciembre de 1991; ambas se hicieron amigas cercanas y toda la familia depositó su confianza en Saldívar (para 1994 Yolanda había registrado a más de 8000 fanes). De acuerdo con la reportera y presentadora María Celeste Arrarás, Saldívar era la «asistente más eficiente» que la cantante había tenido jamás. Arrarás escribió así mismo que el público advirtió en su momento las ansias de Yolanda por impresionar a Selena, haciendo todo lo que la intérprete le pidiese. Una fuente anónima informó a Arrarás de que «si Selena dijese "salta", [Saldívar] saltaría tres veces». Yolanda decidió abandonar su empleo como enfermera a domicilio de pacientes con cáncer terminal y problemas respiratorios para dedicarse a tiempo completo al club de fanes, pese a que percibía un salario inferior en comparación con su anterior trabajo.

### Boutiques Selena Etc.
En 1994 Selena abrió dos boutiques llamadas Selena Etc. en Corpus Christi y San Antonio, ambas equipadas en su interior con salones de belleza. Quintanilla Jr. consideró a Saldívar una importante candidata a la dirección del negocio debido a que la familia tenía prevista una gira por todo el país; creía que Yolanda era la mejor opción gracias a su éxito en la gestión del club de fanes. La familia se mostró de acuerdo; en enero de 1994 Saldívar obtuvo el puesto de directora de las boutiques, mientras que en septiembre del mismo año la propia Selena la nombró agente registrada en San Antonio. Tras ser contratada para gestionar las boutiques, Yolanda se mudó del sur de San Antonio a Corpus Christi para poder estar más cerca de Selena. En una entrevista con el programa Primer Impacto en 1995, Abraham declaró que siempre había desconfiado de Saldívar a pesar de que nadie en la familia había advertido nada extraño en su conducta. Yolanda estaba autorizada para firmar y cobrar cheques además de tener acceso a cuentas bancarias asociadas al club de fanes y a las boutiques.
Selena entregó a Saldívar su tarjeta American Express con el propósito de que se hiciese cargo del negocio. No obstante, Yolanda utilizó la tarjeta para alquilar Lincoln Town Cars, entretener a socios en restaurantes de lujo, y comprar dos teléfonos móviles. El personal de Selena Etc. se quejó de que Saldívar siempre se mostraba agradable cuando Selena estaba presente pero déspota en su ausencia. En diciembre de 1994 las boutiques empezaron a presentar problemas ya que las cuentas de la compañía carecían de fondos suficientes para poder continuar la actividad empresarial. La plantilla de ambos establecimientos se había reducido de 38 a 14 empleados debido, principalmente, a que Saldívar despidió a aquellos que le desagradaban, empezando los demás trabajadores a quejarse a Selena de Yolanda, si bien la cantante no creyó en ese entonces que su amiga fuese capaz de hacerle daño a ella o a su negocio (los empleados llegaron a afirmar ante la intérprete que Saldívar era «doble cara [e] inestable»). Los miembros de la plantilla empezaron a exponer sus quejas a Quintanilla Jr., quien advirtió a Selena de que Yolanda podría ser una persona peligrosa, si bien la cantante seguía sin creer que ella pudiese perjudicarla.
En enero de 1995, Debra Ramírez, prima de Selena, fue contratada para trabajar en las boutiques y ayudar a la intérprete a expandir su negocio en México. Ramírez renunció sin embargo en tan solo una semana, manifestando a Saldívar su insatisfacción con el personal por no informar de las ventas. Así mismo, Ramírez descubrió que faltaban recibos de la venta de varios artículos de las boutiques; la respuesta de Yolanda fue que «se metiera en sus asuntos» y que aquello no era de su incumbencia. Saldívar tenía conflictos frecuentemente con el diseñador de Selena Martín Gómez, quien se quejaba de que Yolanda manejaba mal los asuntos de la cantante. La animosidad entre ambos se intensificó durante los desfiles de la intérprete; Gómez acusó a Saldívar de mutilar o destruir algunas de sus creaciones originales y de no pagar nunca sus deudas. Gómez declaró además que Yolanda había «establecido un reinado del terror», con ambos quejándose el uno del otro de forma constante a Selena. Saldívar empezó a grabar sus conversaciones con Gómez sin su consentimiento con el fin de persuadir a la cantante de que el diseñador no estaba trabajando en pro de los intereses de las boutiques, quedando Gómez relegado a un segundo plano cuando la cantante decidió diseñar su ropa por cuenta propia. Entre finales de 1994 y principios de 1995 Saldívar viajó con frecuencia a Monterrey, México, para acelerar el proceso de apertura de otra boutique; una vez en el local, intimidó a las costureras declarando que si querían conservar su trabajo tendrían que estar de su lado.

### Relación entre Selena y Saldívar
Saldívar recibió «varias muestras de afecto» por parte de Selena, algo a lo que no estaba acostumbrada. Su dormitorio se hallaba plagado de pósteres y fotos de la artista así como de velas votivas y una filmoteca con vídeos de Selena que Yolanda solía reproducir para entretener a sus invitados. Durante una entrevista con Saldívar en 1995, varios reporteros de The Dallas Morning News afirmaron que su devoción por la cantante rayaba en la obsesión (Saldívar llegó a afirmar en al menos una ocasión ante los empleados de las boutiques que quería «ser como Selena»). De acuerdo con un extrabajador, Yolanda era «posesiva» en su relación con la intérprete y siempre intentaba alejar a Selena del resto del personal. Esta misma persona manifestó a su vez que el objetivo de Saldívar era «tener más control sobre [los empleados] y sobre Selena». Yolanda declaró por su parte que el motivo de distanciar a los trabajadores de la artista era «proteger» a la cantante de los «asuntos insignificantes» relacionados con la gestión de las boutiques. Además de la responsabilidad del manejo de los locales, Saldívar acompañaba a Selena en sus giras y tenía así mismo una copia de las llaves de su casa.
Cuando Yolanda se convirtió en socia de la empresa, la relación entre ambas empezó a deteriorarse. En septiembre de 1994 Selena conoció a Ricardo Martínez, un doctor afincado en Monterrey, lugar donde la artista quería aumentar el número de boutiques mediante la apertura de una tienda Selena Etc. Martínez afirmó tener contactos en México que podían ayudarla a expandir su negocio, convirtiéndose Ricardo en su asesor empresarial, si bien la familia Quintanilla lo consideraba un simple fan. Saldívar empezó a sentir al poco tiempo una gran envidia por la dependencia que la cantante tenía de Martínez, sentimiento que aumentó cuando Ricardo comenzó a mandar flores a la habitación del hotel donde se hospedaba la artista; este hecho llevó a Yolanda a advertir a Selena de que Martínez podía tener intenciones deshonestas. Pese a ello, la intérprete empezó a viajar a Monterrey con mayor asiduidad, en ocasiones oculta bajo un disfraz para no ser reconocida. Sebastián D'Silva, asistente de Martínez, era quien acudía al aeropuerto a recoger a Selena; según sus propias declaraciones, la artista utilizaba pelucas y hacía uso del apellido de su esposo Chris Pérez para que no la pudiesen identificar. De acuerdo con Martínez, el doctor llegó a prestarle en una ocasión varios miles de dólares debido a que Selena disponía de poco dinero.

### Despido de Saldívar
A comienzos de enero de 1995, Quintanilla Jr. empezó a recibir llamadas telefónicas y cartas de admiradores que afirmaban haber pagado las cuotas de inscripción para ingresar al club de fanes y no haber recibido ninguno de los productos ofrecidos como contraprestación. Entretanto, en las boutiques de San Antonio y Corpus Christi los empleados notaron un considerable aumento en el nivel de facturas vencidas o sin pagar para el que Saldívar no supo dar explicación. Tras una investigación, Abraham descubrió que Yolanda había malversado 60 000 USD mediante el uso de cheques falsificados procedentes del club de fanes y de las tiendas. El hermano de Saldívar, Armando, se puso en contacto supuestamente con Gómez e «inventó una historia» en la que Yolanda quedaba como una ladrona que estaba robando al club. En consecuencia, Gómez habló por teléfono con uno de los tíos de Selena, quien a su vez alertó a Quintanilla Jr. Armando declaró estar enfadado con su hermana aunque nunca reveló públicamente el motivo (más tarde confesaría estar arrepentido de haber iniciado el rumor).
Quintanilla Jr. se reunió el 9 de marzo con Selena y Suzette en Q-Productions para confrontar a Saldívar. El padre de la cantante mostró a Yolanda las pruebas acerca de la malversación de fondos; según sus propias declaraciones, Yolanda no respondió a ninguna de sus preguntas y permaneció «emotiva a veces [y otras] fría como el hielo», sin negar en ningún momento las acusaciones que se estaban vertiendo sobre ella (Abraham llegó a amenazar a Yolanda con involucrar a la policía si no aportaba evidencias que desmintiesen la malversación que había cometido). Cuando le preguntó por qué los fanes no habían recibido los obsequios que les correspondían por sus pagos, Saldívar replicó que estos estaban tratando de conseguir los suvenires gratis. Sumado a lo anterior, Quintanilla Jr. descubrió que Yolanda había abierto la cuenta bancaria del club de fanes bajo el nombre de su hermana María Elida. Al ser cuestionada sobre ello, Saldívar argumentó que el banco no le hubiese permitido abrir una cuenta con su nombre, aunque nunca reveló el por qué de este hecho. Yolanda abandonó abruptamente la reunión, a lo que Abraham respondió prohibiéndole contactar con su hija. Sin embargo, Selena no quería poner fin a la amistad entre ambas ya que sentía que Saldívar era un factor esencial en el éxito de su línea de ropa en México. Del mismo modo, la artista deseaba mantener a Yolanda cerca debido a que esta tenía en su poder registros y extractos de cuentas necesarios para la declaración de impuestos. Saldívar siguió estando en nómina tras la reunión, aunque ya se estaba contemplando su despido (el 25 de marzo Selena confesó a Suzette su intención de concluir en breve su relación laboral con Saldívar).
Después de la reunión Quintanilla Jr. descubrió que los cheques del club de fanes estaban firmados con el nombre de María Elida escrito con una letra idéntica a la de Saldívar, por lo que llegó a la conclusión de que Yolanda estaba firmando cheques falsos con el nombre de su hermana para después cobrarlos y quedarse con el dinero. Para cuando Abraham trató de recuperar los extractos bancarios del club, estos ya habían «desaparecido», descubriendo a su vez una nota escrita a mano por Saldívar en la que esta aseguraba que María Elida había tenido que cerrar la cuenta debido a un problema importante. De acuerdo con esta misiva, una miembro del club, Yvonne Perales, había sido enviada al banco para realizar un depósito de 3000 dólares, aunque Perales no llegó a efectuar tal depósito y nunca pudo ser localizada. La carta aseguraba que María Elida se había dado cuenta «demasiado tarde» y que tanto Yvonne como el dinero ya habían desaparecido. En consecuencia María firmó cheques para que Saldívar los cobrase pese a que la cuenta ya no tenía fondos (la nota afirmaba además que María había cerrado la cuenta por ese motivo y que el banco tendría que cubrir los cheques). Quintanilla Jr. confrontó a Yolanda acerca de la identidad de Perales; según Abraham, Saldívar no sabía nada de esa mujer. Quintanilla Jr. declaró que, incongruentemente, Yolanda no confiaba en el tesorero del club de fanes pero sí en una completa desconocida para depositar 3000 dólares, replicando a Saldívar que «le contase esa mentira a otro» y llegando finalmente a la conclusión de que Perales no existía puesto que ninguno de los trabajadores del club la conocía.

### Intentos fallidos de matar a Selena
El día posterior a que a Yolanda se le prohibiese ponerse en contacto con Selena, Abraham se dirigió en coche hasta Q-Productions y, tras buscarla por las instalaciones, le dijo que ya no era bienvenida allí. Ese mismo día la cantante y Saldívar discutieron por teléfono; la conversación terminó con Selena colgando y declarando a su esposo que ya no podía confiar en Yolanda (tanto Pérez como ella estaban insatisfechos con las explicaciones de Saldívar). De acuerdo con Quintanilla Jr., hubo cuatro intentos de asesinato contra Selena. La intérprete retiró el nombre de Yolanda de la cuenta bancaria de la boutique el 10 de marzo de 1995, siendo Saldívar reemplazada en el cargo de presidenta del club por Irene Herrera. Al día siguiente, Yolanda adquirió una pistola en A Place to Shoot, un local de venta de armas y prácticas de tiro en San Antonio. Compró un revólver Taurus 85 calibre .38 de cañón recortado y balas de punta hueca del mismo calibre; estas balas estaban diseñadas para infligir heridas más grandes que las balas normales. Saldívar contó al empleado que la atendió que necesitaba protección en su trabajo como enfermera a domicilio debido a que los familiares de un paciente la habían amenazado.
El 13 de marzo, Yolanda acudió a ver a su abogado y redactó su renuncia, la cual Quintanilla Jr. interpretó como su coartada. El mismo día, Saldívar se dirigió en coche a Corpus Christi y se registró en el Sand and Sea Motel (en ese momento Selena se encontraba en Miami, Florida). Según Quintanilla Jr., este habría sido el primer intento de asesinato contra su hija. Cuando la cantante llegó a Corpus Christi el 14 de marzo, Yolanda se puso en contacto con ella para programar una reunión entre ambas. Saldívar informó a Selena de que había mucho tráfico y le sugirió que se viesen en un estacionamiento a 40 kilómetros de la ciudad. Tras llegar a la cita, Selena le aseguró de que podía seguir ocupándose de sus negocios en México. De acuerdo con Abraham, su hija quería seguir contando con Saldívar hasta que pudiese encontrar un sustituto. Yolanda mostró entonces a Selena la pistola que había comprado; según Saldívar y Pérez, la intérprete le pidió «deshacerse de ella» y le dijo que la protegería de su padre. Quintanilla Jr. creyó que esta declaración de la cantante tranquilizó a Yolanda y que por este motivo no mató a Selena en el estacionamiento. Al día siguiente, Saldívar devolvió el arma a la tienda afirmando que su padre le había entregado una pistola del calibre .22.
El 26 de marzo, Yolanda robó una muestra de perfume y más extractos bancarios de Selena en México. Saldívar acompañó a la artista en un viaje a Tennessee mientras terminaba de grabar una canción para su álbum crossover. Selena informó a Yolanda de la desaparición de algunos extractos bancarios y le pidió devolverlos tan pronto regresasen a Texas. Saldívar volvió a comprar la misma pistola el 27 de marzo y concertó un encuentro en la habitación del motel con Selena, a quien pidió acudir sola a la cita, siendo este el segundo intento de asesinato. Sin embargo, la noticia del regreso de la cantante se difundió ampliamente y enseguida se vio rodeada de fanes, motivo por el que Quintanilla Jr. consideró que ellos la salvaron de morir ese día puesto que Yolanda no se hubiese atrevido a cometer un crimen frente a tantos testigos. Según él, el tercer intento tuvo lugar durante un viaje de su hija a Monterrey la última semana de marzo. El doctor Martínez recibió varias llamadas telefónicas de Saldívar gritando histéricamente y afirmando haber sido violada el 29 de marzo. Al día siguiente Yolanda llamó nuevamente a Martínez, quien declaró que parecía como si alguien estuviese tratando de arrebatarle el teléfono a Saldívar. Ricardo envió a un empleado a la habitación del motel donde Yolanda se estaba hospedando para investigar; el trabajador descubrió que se había marchado apenas unos pocos minutos antes.
El 30 de marzo, Saldívar regresó de Monterrey y se registró en un motel de la cadena Days Inn, donde se hospedó en la habitación n.º 158. Desde allí telefoneó a Selena y le dijo que había sido violada. De acuerdo con Quintanilla Jr., este fue el último mensaje que recibieron de Yolanda (Abraham creyó que esa afirmación era su nueva coartada). Saldívar pidió a la cantante que se viesen a solas en su habitación. A las 22:00 horas (CST), tras cenar pescado junto a Pérez y su suegro Gilbert, Selena se dirigió al motel en compañía de su esposo. Según Pérez, él esperó a la intérprete en su camioneta mientras Selena acudía sola a la habitación de Yolanda, quien entregó a la cantante varios documentos en una bolsa de plástico. Tras el fin de la reunión, mientras Chris conducía de regreso a casa, Selena advirtió que Saldívar no le había proporcionado los extractos bancarios que necesitaba (Selena mencionó a su esposo que Saldívar tenía la ropa rasgada y varios arañazos que al parecer se había hecho ella misma). Yolanda trató de ponerse en contacto con la artista mediante su busca; quería desesperadamente que la cantante la llevase a un hospital esa misma noche, asegurándole que estaba sangrando a causa de la violación. Según Quintanilla Jr., Saldívar estaba intentando realmente que Selena regresase sin compañía al motel. Pérez le dijo a Selena que ya era «muy tarde» y que no quería que saliese sola de casa. Sin que Chris lo supiera, Selena acordó reunirse con Yolanda la mañana siguiente.

## Asesinato

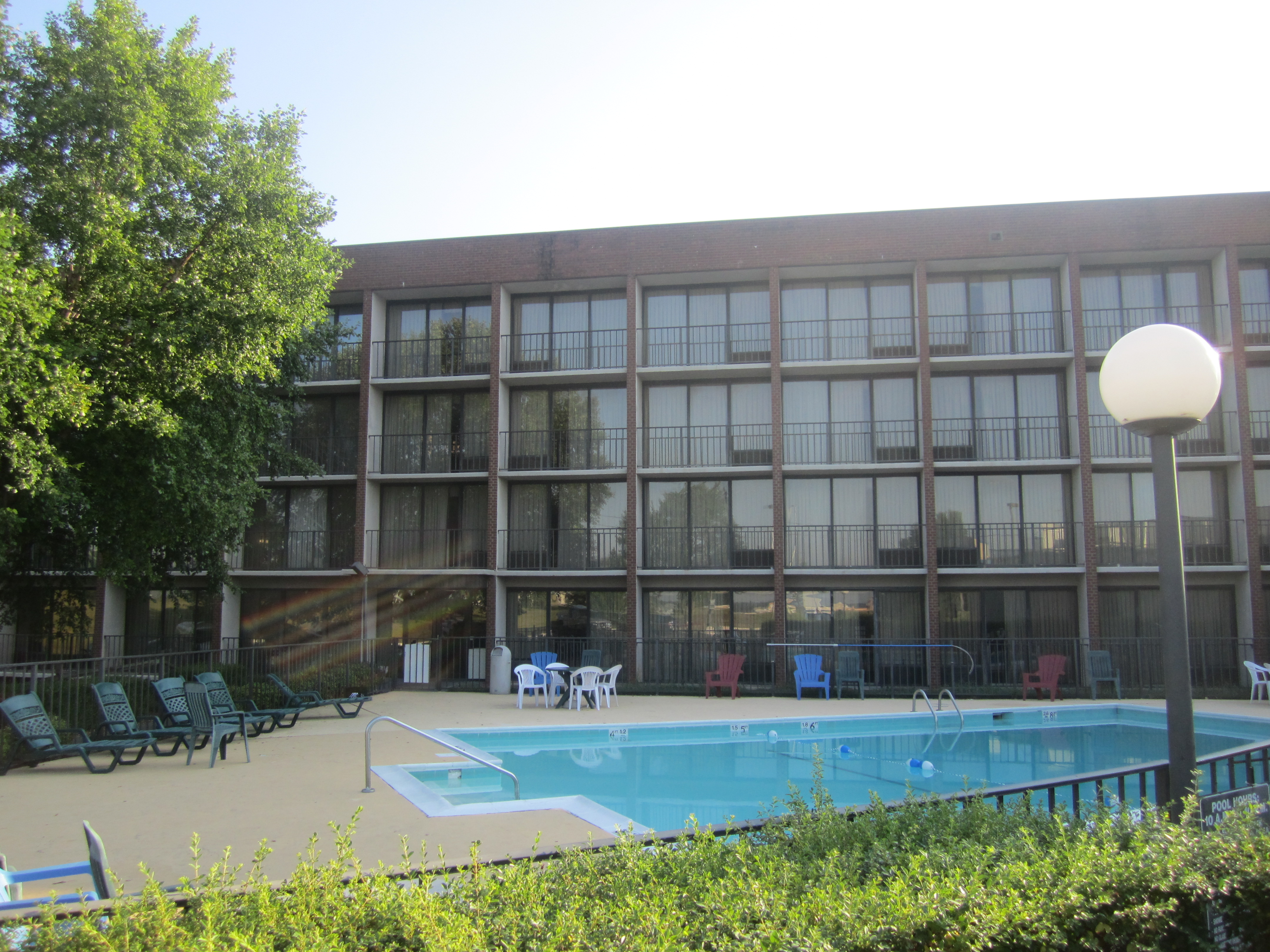
Hospital donde murió Selena.

El 30 de marzo Selena se puso en contacto con Leonard Wong para hablar de las muestras de perfume que había creado para ella. Según Wong, la cantante le dijo que tenía previsto reunirse con Saldívar la mañana siguiente para recuperar las muestras que le había robado. Ese mismo día, la artista habló con un miembro del personal de la boutique y le informó de que iba a despedir a Yolanda. Esta persona decidió seguir a Selena a su casa esa noche debido a la preocupación que sentía por la cantante a raíz de la charla que tuvieron sobre Saldívar. A las 7:30 (CST) del viernes 31 de marzo, Selena, vestida con ropa deportiva de color verde, salió de casa para dirigirse al motel. Una vez allí, Yolanda le dijo que había sido violada en México. La cantante la llevó al Doctors Regional Hospital (Carla Anthony, enfermera del centro médico, declararía no obstante en el juicio que la visita tuvo lugar el 24 de marzo). Los médicos no hallaron signos de violación y advirtieron que Saldívar mostraba «claros síntomas de depresión», informando Yolanda de que había sangrado «un poco». El personal fue testigo de cómo Selena replicó enfadada que Saldívar le había dicho que había estado sangrando «copiosamente» el día anterior. Anthony informó a Yolanda de que necesitaba ir a San Antonio para someterse a un examen ginecológico puesto que Saldívar residía allí, el hospital estaba en Corpus Christi, y la violación había tenido lugar fuera del país. Durante el viaje de regreso al motel en la camioneta Chevy azul de Selena, la cantante manifestó a Yolanda que lo mejor sería separarse por un tiempo para no disgustar a Quintanilla Jr. De acuerdo con Martínez, la intérprete trató de ponerse en contacto con él pero no pudo hablar con ella debido a que estaba practicando una cirugía. A las 10:00, Abraham preguntó a Pérez dónde se encontraba su hija; Selena tenía programada la grabación de la canción «Oh No (I'll Never Fall in Love Again)» en Q-Productions esa misma mañana y no se había presentado en el estudio. Pérez llamó a su esposa y le recordó el compromiso que tenía pendiente; Selena le respondió que había olvidado la cita y que estaba «ocupándose de un asunto», prometiéndole que acudiría enseguida al estudio. Esta fue la última llamada que atendió la artista y la última vez que Pérez habló con ella.
En la habitación del motel, Selena y Saldívar empezaron a discutir. Varios huéspedes llegaron a quejarse por los fuertes ruidos procedentes del cuarto de Yolanda; declararon haber oído a dos mujeres pelear por asuntos de negocios. La cantante confesó a Yolanda que ya no podía seguir confiando en ella y le exigió la devolución de sus documentos financieros. Acto seguido Selena arrojó sobre la cama el maletín de Saldívar que contenía los extractos bancarios y vio la pistola, disponiéndose a abandonar la habitación con el maletín y un teléfono móvil que Yolanda le había entregado. A las 11:48 Saldívar apuntó con el revólver a la intérprete, quien se encontraba de espaldas a poco más de medio metro de distancia; al tiempo que Selena salía de la habitación, Yolanda le disparó una sola vez en la parte baja del hombro derecho, perforando una arteria y provocándole una pérdida masiva de sangre. Trinidad Espinoza, quien trabajaba en el mantenimiento del motel, reportó haber escuchado un «fuerte ruido» el cual interpretó como el que produce una falla del motor al momento de arrancar un auto. Mortalmente herida, Selena corrió en dirección al vestíbulo del motel, atravesando el área de la piscina y el restaurante y dejando tras de sí un rastro de sangre de 119 m de largo así como el maletín, el teléfono y su bolso Chanel (este último artículo lo perdió a la altura del estacionamiento). La cantante fue vista oprimiendo su pecho al tiempo que gritaba: «¡Ayúdenme! ¡Ayúdenme! ¡Me han disparado!». Saldívar salió tras ella mientras le apuntaba con el revólver y la llamaba «perra» (de acuerdo con el personal del motel, Yolanda, quien parecía «tranquila», regresó a su habitación tras perseguir a la cantante). Carlos Morales, quien se encontraba fuera del motel, oyó un grito y vio a Selena correr hacia él; de acuerdo con Morales, la intérprete lo agarró y gritó: «¡Me van a disparar otra vez!». Los empleados de la recepción advirtieron que su ropa estaba «empapada de sangre» cuando Selena llegó al vestíbulo, donde se desplomó junto al mostrador a las 11:49 mientras la directora del motel, Barbara Schultz, telefoneaba al 911: «Tenemos a una mujer tirada en la recepción, dice que le han disparado. Yace en el suelo y hay sangre». La subdirectora del motel, Rosalinda González, declaró que cuando Selena llegó malherida al vestíbulo preguntó a la cantante quién le había disparado; según su testimonio, la intérprete gritó «¡la chica de la habitación 158!». Rubén de León, director de ventas, afirmó que Selena le dijo «¡Yolanda, Yolanda Saldívar me disparó! ¡La de la habitación 158!». La recepcionista Shawna Vela testificó haber escuchado esas mismas palabras pero añadió que la cantante, antes de caer al suelo, gritó «¡cierren la puerta, me va a disparar otra vez!». Vela manifestó también que había tal cantidad de sangre que sintió náuseas antes de efectuar una segunda llamada al 911. Todos coincidieron en que la intérprete identificó a Saldívar como su agresora y proporcionó el número de la habitación donde se había producido el disparo. Selena estaba «mortalmente herida y aterrada» al momento de nombrar a Saldívar, siendo sus últimas palabras: «Yolanda... 158». Vela y de León trataron de detener la hemorragia; la condición de la cantante empezó a empeorar rápidamente pese a los esfuerzos del personal del motel por salvarle la vida. De León intentó hablar con ella pero enseguida notó que Selena estaba comenzando a perder el conocimiento; afirmó que la artista estaba gimiendo y dejando de moverse poco a poco. De León advirtió además que los ojos de Selena se habían retrotraído y que se había quedado sumamente débil.
La ambulancia llegó al motel en 1 minuto y 55 segundos. Los paramédicos arrancaron el suéter que llevaba puesto la cantante para poder examinar mejor la herida y colocaron gasas de vaselina sobre el orificio dejado por la bala, deteniéndose el sangrado a nivel superficial. Los latidos de Selena eran en este punto muy débiles; un paramédico practicó una reanimación cardiopulmonar para seguir manteniendo la circulación sanguínea. El enfermero Richard Fredrickson declaró que «era demasiado tarde» cuando llegó al vestíbulo; se encontró con un «denso charco de sangre desde el cuello hasta las rodillas, a ambos lados del cuerpo». Fredrickson no pudo encontrarle el pulso; cuando colocó sus dedos sobre el cuello de Selena, solo sintió espasmos musculares. Dentro de la ambulancia trató de insertarle una aguja intravenosa en el brazo izquierdo, pero sus venas habían colapsado a causa de la masiva pérdida de sangre y la baja o nula presión sanguínea, haciendo la inserción extremadamente complicada. Fredrickson intentó no obstante ponerle la aguja en el otro brazo; al abrir la mano derecha de Selena cayó al suelo una sortija de oro de 14 quilates con tres letras S a cada lado y coronada con 52 diamantes sobre los cuales descansaba un huevo Fabergé de oro blanco. La joya, regalo de Saldívar, pudo ser uno de los motivos de Yolanda para cometer el crimen puesto que al parecer durante la discusión Selena se quitó el anillo en señal de la ruptura de la amistad entre ambas, razón por la cual lo llevaba sujeto en la palma de su mano en vez de en uno de sus dedos. La sortija fue entregada a las autoridades y posteriormente fue entregada a su familia. Actualmente se encuentra en paradero desconocido.
La policía local cerró el acceso a Navigation Boulevard, donde se hallaba el motel. Cuando los paramédicos llevaron a la cantante al hospital Corpus Christi Memorial a las 12:00, sus pupilas estaban inmóviles y dilatadas, no había evidencia de función neurológica y tampoco se percibían signos vitales, por lo que fue clínicamente declarada con muerte cerebral. Los médicos fueron capaces de establecer un «latido errático» el tiempo suficiente como para transferirla a la sala de traumatismos. Se empezaron a practicar transfusiones de sangre en un intento por restablecer la circulación después de que los médicos le abrieran el pecho y descubrieran una hemorragia masiva interna; el pulmón derecho estaba dañado, la clavícula destrozada y las venas vacías. Los doctores agrandaron la apertura del pecho, administraron medicamentos al corazón y ejercieron presión sobre las heridas. El doctor Louis Elkins, cirujano cardíaco, llegó al Hospital Memorial y declaró que vio a los médicos realizar «esfuerzos heroicos» por revivir a Selena; describió a la cantante como «extremadamente golpeada y destrozada. El lado derecho del pecho, todo el tejido estaba desgarrado». Para cuando Elkins llegó, un médico de urgencias comenzó a «masajear su corazón» después de que dejara de latir. Elkins reportó que todos los esfuerzos llevados a cabo fueron inútiles y afirmó que, de haber sido él el médico presente a la llegada de Selena, no le hubiese administrado ningún tratamiento; no obstante confesó sentirse «obligado a continuar» después de que el médico de urgencias tomara la decisión de reanimar a la cantante. Elkins manifestó que una «arteria del tamaño de un lápiz conectada al corazón había sido seccionada en dos por una bala de punta hueca» y que seis unidades de sangre procedentes de la transfusión habían sido expulsadas de su sistema circulatorio. Se administró a Selena un tubo de respiración después de que la cantante dejase de respirar por sí sola, mientras que un sargento fue colocado en la clavícula, sobre la arteria perforada. Tras 50 minutos, los médicos se dieron cuenta de que el daño era irreparable. Selena, a quien le faltaban 16 días para cumplir 24 años, fue declarada muerta a las 13:05 a causa de una pérdida masiva de sangre y un paro cardíaco.
Durante la tercera hora tras el disparo se practicó la autopsia debido al gran interés mediático. El examen del cadáver, realizado por el forense Lloyd White, reveló que la bala, la cual nunca apareció, había penetrado por la parte superior derecha de la espalda, cerca del omóplato; atravesó la cavidad torácica, seccionó la arteria subclavia y salió por la parte derecha del tórax. Pasaron apenas unos minutos desde el momento del impacto de la bala hasta que Selena perdió «virtualmente toda la sangre de su cuerpo», lo que provocó su rápida muerte por desangramiento. Los médicos declararon que si la bala hubiera penetrado solo 1 mm más arriba o más abajo, la herida hubiese sido menos grave y la cantante habría podido sobrevivir.

## Hechos posteriores
Tras el disparo, Saldívar subió a su camioneta GMC y trató de salir del estacionamiento. Rosario Garza, empleada del motel, la vio dejar su habitación con una toalla envuelta; posteriormente se pensó que tenía intención de dirigirse a Q-Productions para matar a Quintanilla Jr. y a otras personas que estaban esperando a Selena. No obstante, Yolanda fue vista por un oficial de policía que estaba dentro de su vehículo. El policía salió del coche, sacó su arma y ordenó a Saldívar salir de la camioneta. La mujer no replicó; retrocedió y estacionó el auto junto a dos vehículos, siendo entonces la camioneta bloqueada por la patrulla de policía. Saldívar sacó la pistola, la apuntó a su sien derecha y amenazó con suicidarse. A la zona se desplazaron un equipo del SWAT y la Unidad de Negociación de Crisis del FBI (la musicóloga Himilce Novas diría más tarde que ese evento recordaba al plan de suicidio que O. J. Simpson había tratado de llevar a cabo diez meses atrás). Larry Young e Isaac Valencia iniciaron las negociaciones con Yolanda; para ello conectaron una línea telefónica a su base de operaciones adyacente a la camioneta de Saldívar. Young, quien lideraba la negociación, trató de compenetrarse con Yolanda y de esta forma persuadirla para que se rindiese. Valencia sugirió por su parte que el disparo había sido fruto de un accidente; Yolanda cambiaría posteriormente su versión de los hechos, argumentando que la pistola se había disparado por sí sola. Durante este lapso de tiempo habló con varios familiares además de con la policía. Los huéspedes del motel recibieron entretanto órdenes de permanecer en sus habitaciones hasta que la policía los pudiese escoltar a la salida. Posteriormente, los agentes drenaron la gasolina del tanque de la camioneta de Saldívar y encendieron las luces.
Después de que las negociaciones se extendiesen a las cuatro horas, Valencia logró que Yolanda confesase que en principio tenía la intención de suicidarse. Saldívar declaró que cuando apuntó con el revólver a su propia cabeza, Selena trató de decirle que no se suicidara; cuando la cantante abrió la puerta para marcharse, Yolanda le pidió que la cerrase y entonces disparó contra ella (también afirmó que la pistola se disparó cuando Selena se fue). Según su declaración: «Compré esta arma para matarme a mí misma, no a ella, y me dijo, "Yolanda, no quiero que te mates". Y estábamos hablando de eso cuando la saqué y la apunté a mi cabeza, y cuando la apunté a mi cabeza, ella abrió la puerta. Yo dije "Selena, cierra esa puerta", y cuando lo hice esa pistola se disparó». Durante la sexta hora de negociaciones, Saldívar se mostró de acuerdo en rendirse, pero tras salir del vehículo y ver a un agente apuntándola con un rifle entró en pánico, volvió corriendo a la camioneta, agarró el revólver y lo apuntó de nuevo a su cabeza, aunque finalmente se rindió tras más de nueve horas de negociaciones. Para entonces, cientos de fans de Selena se habían reunido en torno al motel, con muchos de ellos llorando a medida que la policía se llevaba a Saldívar del lugar. En cuestión de horas tras la muerte de la cantante se convocó una rueda de prensa (Yolanda todavía no había sido mencionada en los medios). El ayudante del jefe de policía Ken Bung y Quintanilla Jr. informaron que el posible móvil del crimen era la intención de la cantante de poner fin a su relación laboral con Saldívar.

## Impacto

### Respuesta de los medios
Cuando KEDA-AM informó de la noticia de la muerte de Selena, muchas personas acusaron a la estación de radio de mentir debido a que al día siguiente era April Fools' Day. En San Antonio, la mayoría de las estaciones de radio de habla hispana, incluyendo Tejano 107, KXTN-FM, KRIO-FM y KEDA-AM, empezaron a seguir detenidamente el desarrollo de los acontecimientos. Por su parte, las estaciones de Texas reprodujeron la música de Selena sin interrupción y atendieron llamadas de fanes conmocionados por el crimen. Todas las grandes cadenas televisivas de Estados Unidos interrumpieron su programación habitual para informar de los hechos. El plato fuerte de la televisión nacional ese día en Corpus Christi había sido el fin de la huelga de las grandes ligas de 1994-1995; a tan solo 30 minutos del anuncio del asesinato de Selena, el crimen había pasado a ser la programación principal de todos los estudios de televisión del sur de Texas. La muerte de la cantante fue portada de The New York Times durante dos días, siendo el acontecimiento ampliamente cubierto a su vez por BBC World News. La noticia del asesinato llegó a Japón, donde el cantante David Byrne se enteró de lo ocurrido. Por su parte, Univision y Telemundo fueron dos de las primeras agencias de noticias en llegar a la escena del crimen (la cobertura mediática de la muerte de Selena así como el posterior juicio dominaron los telediarios en 1995). Carlos López, de KMIQ-105.1, informó al periódico Corpus Christi Caller-Times de que «la música tejana está muerta al menos por un día», y comparó las reacciones por la muerte de Selena con las del crac del 29, llamando al 31 de marzo de 1995 «viernes negro». La atención mediática hacia la figura de Selena no tenía precedentes en ningún artista latino, manifestando los escritores hispanos cómo los principales medios de comunicación solían ignorar «a la gente de la frontera».
Los quioscos comenzaron a llenarse de fanes en busca de artículos relacionados con la cantante. Hubo cambios a su vez en la edición del 1 de abril del Corpus Christi Caller Times; el periódico añadió once mil copias a su imprenta y más tarde produjo veinte mil copias adicionales para cubrir la alta demanda. El diario The Monitor agotó dos números en los días posteriores al asesinato, «una hazaña verdaderamente destacable» según el escritor Daniel Cavazos, quien afirmó que el hecho de que una edición de un periódico se agote ocurre una vez cada dos o tres décadas. Un ejemplar de la revista People fue publicado varios días después del crimen, con los responsables de la publicación convencidos de que el interés por el caso pronto disminuiría, si bien terminaron lanzando una edición conmemorativa en cuestión de una semana cuando se hizo evidente que el interés estaba aumentando. Esta nueva edición logró vender un millón de copias, agotándose la primera y la segunda tirada en dos semanas (este número de People está considerado como objeto de coleccionista, el primero en la historia de la revista). Betty Cortina, editora de People, declaró que «era inaudito» que un número se vendiese por completo. En los meses posteriores, el éxito del ejemplar de Selena llevó a la empresa a publicar People en Español, dirigida al público latino. Esta directriz sería adoptada más tarde por las revistas Newsweek en Español y Latina.
La actriz Jennifer López fue elegida para interpretar a Selena en el biopic de 1997 Selena; la elección levantó críticas debido a la ascendencia puertorriqueña de López ya que Selena tenía antepasados mexicanos. Tras el estreno de la película, los fanes de la cantante cambiaron su opinión de López tras ver su interpretación (la actriz se volvería famosa gracias al film). Destaca a su vez El secreto de Selena, serie de televisión de 2018 producida por BTF Media y coproducida por Disney Media Distribution para Telemundo y TNT. Por su parte, Selena: la serie es un drama biográfico para televisión por internet creado por Moisés Zamora y protagonizado por Christian Serratos. La primera parte de la serie fue estrenada en Netflix el 4 de diciembre de 2020, emitiéndose la segunda y última parte el 4 de mayo de 2021.
La vida y carrera de Selena fueron cubiertas por un gran número de programas de televisión, incluyendo The Oprah Winfrey Show, E! True Hollywood Story, Behind the Music, American Justice, Snapped y Famous Crime Scene. Otros canales como MTV, Investigation Discovery, The Biography Channel y A&E emitieron programas especiales sobre la cantante, mientras que las cadenas de televisión de habla hispana mostraron con regularidad documentales para conmemorar el aniversario de su muerte. Estos documentales por lo general lograban récords de audiencia; Selena, A Star is Dimmed (uno de los primeros sobre ella) fue emitido por el programa Primer Impacto de Univison el 22 de abril de 1995 y fue visto por 2,09 millones de espectadores, convirtiéndose en su momento en el segundo show de habla hispana más visto en la historia de la televisión americana. Las cadenas competían entre sí por entrevistar a Saldívar acerca del crimen. Cuando se difundió la noticia de que Arrarás había sido capaz de entrevistarla, Univision se vio inundada de solicitudes para que la entrevista fuese retransmitida por las principales cadenas de televisión de lugares tan lejanos como Alemania. La entrevista, emitida en Primer Impacto, fue vista por 4,5 millones de espectadores; fue el programa más visto aquella noche de acuerdo con Nielsen Ratings, además de convertirse en uno de los shows de habla hispana más vistos de la televisión americana.

### Comunidad latina
La noticia de la muerte de Selena afectó profundamente a la comunidad latina; muchas personas recorrieron miles de kilómetros para visitar la casa de la cantante, las boutiques y el motel. Los hispanos a través de Estados Unidos lloraron la muerte de la artista, desde la Ciudad de Nueva York hasta Los Ángeles. Para la media tarde del 31 de marzo de 1995, se pidió a la policía realizar un desvío debido a que una fila de vehículos había empezado a ralentizar el tráfico desde la casa de Selena (en la calle donde residía la cantante, un gran grafiti y un cactus distinguían a los blue collars de otras subdivisiones). Una valla metálica frente a la casa de la artista se convirtió en un improvisado santuario decorado con recuerdos a medida que fanes procedentes de diversos puntos del país dejaban mensajes para Selena y la familia Quintanilla. La mayoría de los conductores en Corpus Christi, y aquellos que conducían por la Interestatal 37 desde México, encendieron las luces delanteras de sus vehículos en su memoria. Los fanes depositaron así mismo mensajes en la puerta y en el peldaño de la habitación donde Selena había recibido el disparo.
Poco después de anunciarse el crimen, el público empezó a especular sobre la identidad del responsable. Algunos fanes pensaron que la esposa del cantante Emilio Navaira era la asesina debido a los supuestos celos que esta sentía por la relación entre Selena y él. Johnny Pasillas, mánager y cuñado de Emilio, llamó a las estaciones de radio en un intento por poner fin al rumor. Entre las celebridades que creyeron en la veracidad de esta historia se encontraban el productor musical Manny Guerra, Pete Rodríguez y el cantante Ramón Hernández. Según Arrarás, la muerte de Selena se convirtió en «la noticia más importante del año para los latinos». La editora del Texas Monthly Pamela Colloff escribió que las reacciones al asesinato fueron equiparables a las de los crímenes políticos. La respuesta del público fue comparada con las de las muertes de John Lennon, Elvis Presley y John F. Kennedy.
Selena ostentaba el estatus de culto entre los latinos; tras su muerte se convirtió en un nombre habitual en los hogares de Estados Unidos así como en parte de la cultura pop americana, logrando mayor fama de la que tuvo en vida. Selena se convirtió igualmente en un icono cultural para los latinos y pasó a ser vista como «una mujer que estaba orgullosa de sus raíces y que había alcanzado sus sueños». De acuerdo con Antonio López, de The Santa Fe New Mexican, el día que la cantante fue asesinada «es una marca en el tiempo y en la memoria de muchos latinos», mientras que según Arrarás: «Las mujeres la imitaban, los hombres la adoraban». Tras el crimen se reportaron en California dos muertes relacionadas con el caso. Una drag queen que planeaba vestirse como la intérprete para una actuación fue atropellada y abandonada a su suerte, mientras que la actriz Gloria de la Cruz, quien había audicionado para el papel de Selena, fue hallada sin vida en un contenedor de basura en Los Ángeles (su pareja, Carrie Robinson, la había estrangulado para después quemar el cuerpo).

### Reacciones de celebridades y políticos
El cantante Julio Iglesias interrumpió una sesión de grabación en Miami para realizar un minuto de silencio. Entre las celebridades que se pusieron en contacto con la familia Quintanilla se encontraban Gloria Estefan, Celia Cruz, Julio Iglesias y Madonna. Todos los conciertos a lo largo de Texas fueron cancelados; La Mafia canceló su concierto en Guatemala y voló de regreso a Texas (Ramiro Herrera y varias docenas de artistas tejanos cancelaron también sus actuaciones). Ben Benavidez, personalidad de la radio y dueño del Tejano Review, declaró al Corpus Christi Caller Times que el 31 de marzo sería recordado como el «peor día en la historia de Corpus Christi». El compositor Rhett Lawrence publicó un anuncio en la edición de la revista Billboard del 22 de abril de 1995 en el que afirmó que «la música que escuchaba contigo era más que música. Se te extrañará mucho». Otras celebridades entrevistadas en estaciones de radio, entre ellas Stefanie Ridel, Jaime DeAnda (de Los Chamacos), Elsa García y Shelly Lares, expresaron sus pensamientos por la muerte de Selena. El programa de Oprah Winfrey describió la vida de la intérprete como «corta pero significativa» durante un episodio emitido en marzo de 1997. Mariah Carey declaró a MTV que la muerte de la artista la conmocionó debido a «la forma en que había ocurrido, tan abrupta, en una vida joven». Por su parte, Marc Anthony dedicó su álbum Todo a su tiempo (publicado dos meses después del crimen) a Selena. El ejecutivo de la industria musical Daniel Glass informó al Texas Monthly de que creía que Selena habría disfrutado de un mayor éxito profesional de no ser por su muerte. Respecto al mundo de la política, el senador Carlos Truán y el representante de estado Solomon P. Ortiz lamentaron la muerte de la cantante, mientras que pocos días después del crimen, el presidente de los Estados Unidos Bill Clinton y su esposa Hillary enviaron una carta de condolencias al esposo de la intérprete.
Escasos días después del asesinato de Selena, Howard Stern se burló del crimen, del funeral y de los dolientes además de criticar la música de la artista. Según Stern: «Esta música no hace absolutamente nada por mí. Alvin and the Chipmunks tienen más alma... los españoles tienen el peor gusto para la música. No tienen intensidad». Acto seguido reprodujo canciones de Selena con disparos de fondo, lo que provocó ofensa y una gran furia en la comunidad latina de Texas. Tras la emisión de una orden de arresto por mala conducta, Stern emitió una declaración en directo en español afirmando que sus comentarios no habían sido hechos para provocar «más angustia a su familia, amigos y aquellos que la amaban». La Liga de ciudadanos latinoamericanos unidos encontró la disculpa de Stern inaceptable y pidió boicotear su show; los comerciantes de Texas retiraron todos los productos relacionados con él mientras que Sears y McDonald's publicaron en los medios una carta expresando su desaprobación a los comentarios de Stern debido a que los fanes de Selena creían que ambas compañías patrocinaban el show. En cuestión de una semana, en The Tonight Show with Jay Leno Stern y su coanfitrión Robin Quivers fueron cuestionados acerca de si los comentarios de Stern sobre Selena eran aceptables. Quivers decidió no responder para evitar una discusión con Stern, si bien cuando la cantante pop de ascendencia mexicano-estadounidense Linda Ronstadt apareció en el show, tanto ella como Quivers se enzarzaron en una discusión después de que Ronstadt saliese en defensa de Selena.

### Otras reacciones
El 12 de abril de 1995, el gobernador de Texas George W. Bush declaró el cumpleaños de la intérprete como Día de Selena en el estado, afirmando que la cantante representaba «la esencia de la cultura del sur de Texas». El Día de Selena cerca de mil fans se reunieron en torno a su tumba y cantaron canciones mexicanas tradicionales, desplegándose la policía en la zona con el fin de controlar a la multitud. Ese mismo día una muchedumbre compuesta por tres mil personas asistió a una misa de resurrección en honor a Selena en el Johnnyland Concert Park.
En los meses de abril y mayo de 1995, algunos europeo-estadounidenses en Texas escribieron al editor de Brazosport Facts cuestionando el escándalo surgido tras la muerte de la artista; algunos se sentían ofendidos debido a que el Día de Selena coincidía con el domingo de Pascua, argumentando varias personas que la «Pascua es más importante que el Día de Selena» y considerando que el público debía dejar descansar en paz a la intérprete y seguir con sus vidas. Los mexicano-estadounidenses también escribieron al periódico; algunos sentían que otros eran demasiado críticos con el Día de Selena, declarando que los no simpatizantes no tenían por qué celebrarlo ni ser tan groseros en sus quejas. Este acontecimiento fue cubierto por el Corpus Christi Caller Times, el cual imprimió numerosos comentarios negativos, mientras que otros no fueron publicados por ser «indecentes». The Monitor recibió reacciones negativas por parte de algunos lectores hartos de que se publicasen noticias de la cantante en la portada del periódico; un lector llegó a llamar a The Monitor para decir que la gente inteligente no tenía interés en Selena. En respuesta, un editor declaró: «Espero que no. Eso haría que hubiese muchos idiotas en el sur de Texas». Cuando se anunció la muerte de la cantante, algunos estadounidenses preguntaron quién era y afirmaron que no era «tan importante», sugiriendo además que los latinos debían «superarlo» (la directora de cine latina Lourdes Portillo confesó no saber quién era Selena cuando escuchó la noticia de su asesinato).
El autor y colaborador del Texas Monthly Joe Nick Patoski mencionó que los anglo-estadounidenses y los mexicano-estadounidenses estaban divididos en lo relativo a la reacción por la muerte de la artista. Patoski declaró que los anglo-estadounidenses «no entendían de qué se trataba todo el alboroto». El Corpus Christi Caller Times se hizo eco de ello, descubriendo divisiones raciales en las reacciones en torno a la muerte de Selena. Los educadores que examinaron estas reacciones llegaron a la conclusión de que «la aparición de un icono en una minoría cultural puede ser tanto desconcertante como amenazante para los anglos». Melicent Rothschild afirmó que los estadounidenses con frecuencia no entienden «los modelos culturales de grupos que se han sentido discriminados». Poco después del crimen empezaron a surgir enfrentamientos; algunos se oponían a cualquier memorial dedicado a la cantante, creyendo que estos serían sufragados por los contribuyentes, mientras que otros se quejaron del interés de la prensa por el asesinato (múltiples medios de comunicación recibieron comentarios negativos procedentes de todo el país). Algunas personas se sintieron desconcertadas por el hecho de que la masacre de Rossler, acaecida tres días después de la muerte de Selena, no hubiese generado tanta repercusión en los medios. La alcaldesa Mary Rhodes manifestó que muchos de los que se estaban quejando por la amplia cobertura medíatica nunca habían oído hablar de la artista (Ramiro Burr, del San Antonio Express-News, confirmó que las reacciones de los no hispanos se debían a la barrera del idioma). Dolph Tillotson, columnista de The Galveston Daily News, se sintió «desconcertado» por la cobertura del periódico sobre la muerte de Selena, de quien nunca había oído hablar; Tillotson no entendía cómo podía ser que la cantante fuese tan conocida para los hispanos y tan desconocida para la mayoría de los europeo-estadounidenses (al respecto escribió lo agradecido que se sentía con el personal hispano del periódico por explicarle la importancia cultural de la artista).
En el biopic de 1997 una mujer pregunta «¿quién es Selena?» a los latinos que corren en busca de un autógrafo de la cantante. Al respecto, los europeo-estadounidenses sintieron que la escena era «irrelevante» y «sobre dramatizada», mientras que un fan de la intérprete declaró que el evento mostrado en la escena les «ocurre todo el tiempo» a los latinos y a sus amigos, confesando sentir que su comunidad había sido «ignorada». Por su parte, Lauraine Miller afirmó que Selena le había abierto los ojos y que gracias a ello se había sentido «más americana», declarando otro fan que «nadie te deja olvidar que eres mexicano-americano» en los Estados Unidos.

### Industria musical
Al momento del crimen, el 52% de las ventas de música latina eran generadas por la música regional mexicana; la mayor parte era música tejana, subgénero que había logrado posicionarse como uno de los más populares. La música de Selena condujo a la resurrección del subgénero en la década de 1990 y lo volvió comerciable por primera vez, con numerosos medios de comunicación describiéndola como «la reina del tex-mex». Las grandes compañías discográficas, incluyendo EMI Records, SBK Records, Warner Music Group, CBS Records y Sony Music, empezaron a colaborar con artistas de música tejana para competir en el mercado musical latino. Poco después del asesinato de Selena el mercado de la música tejana sufrió una caída y su popularidad menguó considerablemente; las estaciones de radio en todo el país que por lo general reproducían este subgénero musical empezaron a mostrar en su lugar música regional mexicana, siendo la KQQK en 1997 la única radio que reproducía sin parar música tejana. Para mediados de la década de 2000, las emisoras de radio de Estados Unidos ya no mostraban música tejana, mientras que los grandes auditorios dejaron de patrocinar a artistas de este subgénero para 2007, prescindiendo las grandes compañías discográficas de los intérpretes de este tipo de música después de 1995. Selena permanece actualmente como la artista de música tejana más exitosa de todos los tiempos y continúa a día de hoy logrando más ventas que las artistas vivas. Es a su vez la única cantante de este subgénero cuyos álbumes siguen figurando en el Billboard 200; apareció por última vez en la lista en abril de 2015 tras la publicación de Lo mejor de... Selena. Tras su muerte, la música tejana sería reemplazada por el pop latino como el género musical latino más popular en Estados Unidos.
En cuestión de horas tras el crimen, las tiendas de música vendieron todos los álbumes de Selena; EMI Latin empezó a poner a la venta varios millones de CDs y casetes para cubrir la creciente demanda. Gloria Ballesteros, representante de ventas de Southwestern Wholesalers en San Antonio, informó a Billboard que su inventario de álbumes de  la cantante (compuesto por cinco mil copias) fue vendido en su totalidad la tarde del 31 de marzo de 1995. Los agentes de EMI Latin se vieron obligados a advertir a los comercios de que no podrían reponer el stock por varios días dada la alta demanda; la empresa envió 500 000 unidades a las tiendas en las dos semanas posteriores a su muerte. La canción «Fotos y recuerdos» alcanzó el número 4 en la lista Hot Latin Tracks el día de la muerte de Selena, logrando el número 1 el 15 de abril de 1995. Los singles «No me queda más», «Bidi bidi bom bom», «Como la flor» y «Amor prohibido» entraron nuevamente a la lista Hot Latin Tracks así como a la lista Regional Mexican Airplay en el ejemplar de la revista Billboard del 15 de abril de 1995. Por su parte, el álbum de 1994 Amor prohibido ingresó de nuevo en el Billboard 200, concretamente en el número 92, con un incremento en ventas del 520%; solo la semana del crimen se vendieron 12 040 unidades. La semana siguiente el álbum alcanzó el número 32 con 28 238 unidades vendidas, lo que representó un aumento del 135%. «Amor Prohibido», posicionado en el número 4 el 31 de marzo, subió al primer puesto en los Top Latin Albums en el ejemplar del 15 de abril de 1995. Tres álbumes, Entre a mi mundo (1992), Selena Live! (1993) y 12 super éxitos (1994), reingresaron a la lista Top Latin Albums, mientras que otros lograron posiciones del número 1 al número 4 en la lista Regional Mexican Albums esa misma semana (los álbumes provocaron una avalancha de compras de música latina en Japón, Alemania y China).
Dreaming of You, el álbum crossover en el que Selena estaba trabajando al momento de su muerte, fue publicado en julio de 1995. El día de su lanzamiento se vendieron 175 000 copias en Estados Unidos (todo un récord para una intérprete femenina) y 331 000 copias en su primera semana (Selena se convirtió en la tercera artista femenina después de Janet Jackson y Mariah Carey en vender más de 300 000 unidades en una semana). Debutó en el número 1 de la lista Billboard 200, convirtiéndose en el primer álbum de un artista latino en lograr tal puesto. Dreaming of You fue así mismo el primer álbum póstumo de un solista en debutar en el primer puesto, ubicándose en el Top 10 de los álbumes debut más vendidos por un cantante y por una mujer. Dreaming of You se unió igualmente a los álbumes de estudio de Selena en el Billboard 200 de manera simultánea, convirtiéndola en la primera artista femenina en la historia de Billboard en lograr tal hazaña. La Asociación de Industria Discográfica de Estados Unidos (RIAA) lo certificó 59 platino por ventas superiores a 3,54 millones de dólares en Estados Unidos. Para octubre de 2017 se habían vendido más de 2942 millones de copias en todo el país, convirtiéndose en el álbum latino más vendido de todos los tiempos de acuerdo con Nielsen SoundScan (ya en 2015 se habían vendido cinco millones de copias en todo el mundo). Cinco álbumes de Selena generaron 4 millones de dólares en ventas en un lapso de cinco años. La cantante  fue introducida en 1995 en el Billboard Latin Music Hall of Fame, el Hard Rock Cafe's Hall of Fame y el South Texas Music Hall of Fame, mientras que en 2001 fue inducida en el Tejano Music Hall of Fame. En diciembre de 1999 fue nombrada la «mejor artista latina de los 90» y la «artista latina más exitosa de la década» por Billboard con base en sus catorce singles que alcanzaron el Top 10 (incluyendo siete primeros puestos) en la lista Top Latin Songs.

## Funeral y homenajes

Tumba de Selena en Corpus Christi, Texas (Estados Unidos).

El día del crimen se celebraron numerosas vigilias y servicios memoriales a lo largo de Texas y California. En San Antonio, la estación de radio Tejano 107 ofició una vigilia con velas en los Sunken Gardens, mientras que KRIO-FM hizo lo propio en el South Park Mall, donde asistieron cinco mil personas (las estaciones de radio de Texas reprodujeron su música sin interrupciones). El 1 de abril, el American Bank Center celebró una vigilia la cual contó con la presencia de tres mil fans. Durante el evento se anunció que se dispondría una capilla ardiente en el Bayfront Auditorium al día siguiente. El 2 de abril los fanes formaron una fila junto al auditorio de casi 1500 m; una hora antes de que se abriesen las puertas empezaron a circular rumores de que el féretro estaba vacío, lo que condujo a la familia Quintanilla a dejar el ataúd abierto, permitiendo a los dolientes contemplar el vestuario con que fue enterrada la intérprete: un jumpsuit púrpura y una chaqueta corta de manga larga con hombreras del mismo color (este atuendo había sido lucido por la cantante en los Tejano Music Awards el 11 de febrero de 1995). Entre 30 000 y 40 000 fans desfilaron frente al féretro, con más de 78 000 personas dejando su firma en un libro de condolencias (las flores que adornaban el ataúd habían sido importadas de Países Bajos). A petición de la familia se prohibió la grabación de vídeos y la toma de fotografías, si bien al poco tiempo empezaron a aparecer publicadas imágenes del cuerpo de la artista en el féretro. Ese mismo día, una misa dominical bilingüe sin anunciar con la presencia de un coro de mariachis fue oficiada en la Catedral de San Fernando, en San Antonio, mientras que en las iglesias del país con un alto porcentaje de feligreses latinos se rezaron oraciones por Selena. Un reportero informó que muchos «símbolos míticos» como los ángeles, los santos, los curanderos y los salvadores se vieron «unidos a Selena» por los fanes. Se rindió tributo a la cantante durante el Día de San Patricio en una iglesia católica en Houston; el sacerdote Sal DeGeorge decidió celebrar un homenaje a la artista ese día después de que muchas personas (sobre todo niños) le preguntasen qué tenía planeado para la intérprete (ese día un disc-jockey hizo sonar música de Selena en un pequeño parque cerca de la iglesia).
El 3 de abril, seiscientos invitados (la mayoría familiares) asistieron al funeral de la artista en el Seaside Memorial Park (cientos de personas rodearon el área con sus vehículos). El acto fue retransmitido en directo por una estación de radio de Corpus Christi y San Antonio sin el consentimiento de la familia. Un ministro testigo de Jehová de Lake Jackson predicó en inglés, citando las palabras de San Pablo en 1 Corintios 15. Entre las celebridades que asistieron al sepelio estaban Roberto Pulido, Bobby Pulido, David Lee Garza, Navaira, Laura Canales, Elsa García, La Mafia, Ram Herrera, Imagen Latina y Pete Astudillo. Una misa especial fue oficiada el mismo día en el Los Angeles Memorial Sports Arena con una multitud de cuatro mil personas (Selena tenía programado un concierto allí esa noche con motivo de su gira Amor Prohibido). Para disgusto de Quintanilla Jr., el promotor del evento cobró por las entradas. Modesto López Portillo condujo desde El Salvador hasta Los Ángeles para ser el sacerdote que oficiase la misa, a la que también asistió el cónsul general de El Salvador. En Lake Jackson, mil personas entre fanes y amigos de la cantante se reunieron en el parque municipal de Clute, donde Selena había cantado en el Mosquito Festival en julio de 1994. Al día siguiente, la Catedral-basílica de Nuestra Señora del Pilar de Zaragoza, en España, ofició una misa por la intérprete a la que asistieron 450 personas. En las semanas posteriores a su muerte, los coches a lo largo de Texas lucieron imágenes de Selena pintadas en ellos, mientras que el 28 de abril, durante los fuegos artificiales con motivo de los Buccaneer Days en Corpus Christi, la música fue arreglada para incluir «Bidi Bidi Bom Bom» a modo de homenaje. Las boutiques Selena Etc. se convirtieron en santuarios improvisados dedicados a la cantante, con múltiples fanes depositando globos, flores, fotografías y poemas. Del mismo modo, varios murales de Selena fueron dispuestos en las calles de Texas tras su muerte. En los meses siguientes al crimen aproximadamente doce mil personas visitaron la tumba de la cantante y el motel (tras el asesinato se cerró la habitación durante varios meses, se reemplazaron las alfombras y la ropa de cama y se cambió el número del cuarto del 158 al 150 para que los fanes que acudían al motel no pudiesen saber en qué habitación se había producido el disparo). Selena se convirtió en parte de la celebración del Día de Muertos, mientras que en 1997 fue conmemorada con un museo y una estatua de bronce a tamaño natural (Mirador de la flor) en Corpus Christi, ambos visitados por cientos de fanes cada semana. Sus admiradores adoptaron la estatua y los murales como punto de reunión, siendo para ellos símbolos de identidad propia, unión, manifestación religiosa, resistencia, pasión, optimismo, positividad y «aliento y esperanza para los pobres».
Varias personalidades utilizaron la música para expresar sus pensamientos sobre Selena y algunas de ellas incluso grabaron canciones en su honor. Entre estos artistas destacan Tony Joe White, Wyclef Jean, Pete Astudillo, el grupo Barrio Boyzz, Graciela Beltrán, Jennifer Peña, Lil Ray, Emilio Navaria, Bobby Pulido, Celia Cruz, José Alberto el Canario, Ray Sepúlveda, Michael Stuart, Manny Manuel, Hilton Ruiz, Jenni Rivera, Lupillo Rivera, Mikel Erentxun, Tony García y King L. La familia de Selena y la banda Los Dinos realizaron un concierto en señal de tributo tras el décimo aniversario de su muerte el 7 de abril de 2005. El concierto, llamado Selena ¡VIVE!, fue retransmitido en directo por Univision y alcanzó un rating del 35,9%, siendo esta la mayor audiencia resgistrada por un especial en lengua española en toda la historia de la televisión estadounidense. Fue así mismo el programa más visto (independientemente del idioma) entre adultos de 18 a 34 años en Los Ángeles, Chicago y San Francisco (empató en el primer lugar en Nueva York, superando al episodio de esa noche de American Idol). Entre los telespectadores latinos, las cifras registradas por Selena ¡VIVE! superaron las de la Super Bowl XLV y las de la telenovela Soy tu dueña, siendo la «temporada de la NFL más vista entre los latinos».
En enero de 2015 se anunció en homenaje a la cantante la celebración en Corpus Christi de un evento anual de dos días de duración llamado Fiesta de la Flor, a cargo del Corpus Christi Visitors Bureau. Los actos para la primera edición incluyeron la participación de Kumbia All-Starz, Chris Pérez, Los Lobos, Jay Pérez, Little Joe y la Familia, Los Palominos, Stefani Montiel de Las 3 Divas, Nina Díaz de Girl in a Coma, Las Fenix y la concursante de la sexta edición de The Voice Clarissa Serna. El evento recaudó 13 millones de dólares (al mismo asistieron 52 000 personas, un 72% de ellas residentes fuera de Corpus Christi) y atrajo a su vez el interés del público en 35 estados y en cinco países incluyendo México, Brasil y Ecuador.

## Juicio

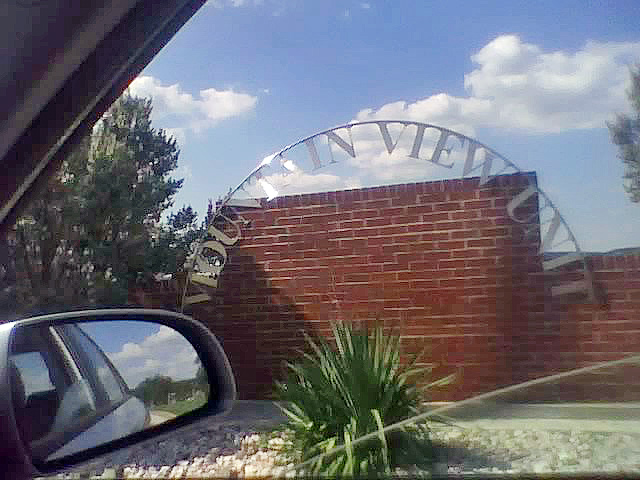
Mountain View Unit, prisión en la que Saldívar cumple condena.

Saldívar fue trasladada a la estación de policía del centro de Corpus Christi veinte minutos después de que se rindiese; una vez allí fue conducida a una sala de interrogatorios con los investigadores Paul y Ray Rivera. Paul, quien llevaba investigando homicidios desde 1978, informó a Yolanda de su derecho a un abogado, al cual renunció. Cuando los policías rodearon la camioneta de Saldívar, esta gritó «¡no puedo creer que matase a mi mejor amiga!», si bien horas después declararía que el disparo había sido accidental. La fianza de Yolanda fue inicialmente de 100 000 USD, aunque el fiscal del distrito Carlos Valdez persuadió al juez para que finalmente la aumentase a 500 000 USD. Cuando se hizo pública la cuantía de la fianza, los fanes preguntaron por qué no se había solicitado la pena de muerte. La prisión del condado de Nueces, donde permaneció a la espera de juicio, se vio inundada al poco tiempo con amenazas de muerte e incluso hubo llamados públicos a tomarse la justicia por cuenta propia. Se informó a su vez que algunos miembros de pandillas callejeras en Texas habían llevado a cabo colectas para pagar la fianza de Saldívar y así poder matarla cuando fuera liberada. En la cárcel, Yolanda tuvo que hacer frente a amenazas de muerte por parte de las demás reclusas; la mafia mexicana, dominante en el sistema penal de Texas, puso precio a su cabeza e hizo correr el mensaje de que quien la matase sería considerado un héroe.
El crimen de Saldívar estaba penado con hasta 99 años de prisión y una multa de 10 000 USD. Yolanda permaneció hasta la celebración del juicio encerrada en la prisión del condado de Nueces bajo vigilancia por temor a que se suicidase. El estado tuvo dificultades a la hora de conseguir un abogado defensor; un portavoz declaró que cualquier abogado que defendiese a Yolanda podría ser objeto de amenazas de muerte. Finalmente a Saldívar le fue asignado un defensor público: Douglas Tinker (su esposa le pidió no aceptar el caso por temor al posible rechazo de la comunidad). Arnold García, antiguo fiscal del distrito, fue asignado a su vez como coabogado. Valdez, quien vivía a solo unos pocos bloques de distancia de la familia Quintanilla, escogió a Mark Skurka como principal acusador. El juez Mike Westergren presidió el juicio, el cual fue trasladado a la corte del condado de Harris en Houston, Texas, con el fin de asegurarse de que el jurado sería imparcial. De acuerdo con el Chicago Tribune, la publicidad del asesinato de Selena «rivalizó con el proceso de O. J. Simpson». Westergren ordenó que el juicio no fuese televisado ni grabado, limitando el número de reporteros presentes en la sala con el objetivo de evitar una «repetición del circo Simpson». El Chicago Tribune informó acerca de la división en lo relativo al interés en el juicio por parte de los latinos y los estadounidenses de raza blanca. Donna Dickerson, estadounidense de raza blanca y editora de una revista, declaró al Chicago Tribune no tener interés en el caso debido al «trasfondo latino» de Selena, afirmando además que los mexicano-estadounidenses no habían mostrado el mismo entusiasmo cuando Elvis Presley fue hallado sin vida. El crimen fue denominado el «juicio del siglo» y el más importante para la población latina, generando a su vez gran interés en Europa, América del Sur, Australia y Japón.
Saldívar se declaró no culpable, sosteniendo que el disparo fue accidental. En su declaración de apertura, Valdez manifestó creer que Yolanda «mató deliberadamente a Selena»; calificó el crimen de acto «cobarde y sin sentido» debido a que la cantante había sido disparada de espaldas. Tinker afirmó por su parte que el disparo había sido accidental y negó los rumores de que Saldívar quería iniciar un romance con Selena. El 23 de octubre de 1995, el jurado deliberó durante dos horas antes de encontrar a Yolanda culpable de asesinato; recibió la pena máxima de cadena perpetua sin posibilidad de libertad condicional hasta cumplidos 30 años. El 22 de noviembre, Saldívar fue trasladada a Gatesville Unit (actual Christina Crain Unit) en Gatesville, Texas. Se conoce que para 2018 se hallaba cumpliendo condena en Mountain View Unit, centro operado por el Departamento de Justicia Criminal de Texas. Podrá optar a la libertad condicional el 30 de marzo de 2025. Debido a múltiples amenazas de muerte por parte de fanes de Selena encarcelados, Saldívar permanece en aislamiento y pasa 23 horas al día sola en su celda, de 2,7 por 1,8 m. En 2002, por orden de un juez, la pistola empleada en el crimen fue destruida y los fragmentos arrojados a la bahía de Corpus Christi. Los fanes desaprobaron esta decisión alegando lo histórico del acontecimiento y declarando que el arma debía estar en un museo.